# NK Lokomotiva Zagreb
Maillots
Pour le club de handball, voir ŽRK Lokomotiva Zagreb.
Le NK Lokomotiva Zagreb (Nogometni Klub Lokomotiva Zagreb) est un club croate de football basé à Zagreb qui joue en première division. Il a été fondé en 1914 et a connu ses plus grands succès à la fin des années 1940 et le début des années 1960.

## Historique
NK Lokomotiva a été fondée à l'origine sous la dénomination ZSK Victoria (Željezničarski športski klub "Victoria") en 1914.
Après la Première Guerre mondiale, le nom du club a été changé pour Željezničar, qu'il conserve pendant l'entre-deux-guerres. À cette époque, il était la plupart du temps dans l'ombre des plus grands clubs de la ville de Zagreb qu'étaient Građanski, Concordia et le HAŠK.
En 1945, le club est renommé Lokomotiva. Il joue huit saisons d'affilée entre 1947 et 1955 en première division du Championnat de Yougoslavie où il termine troisième en 1952 derrière Hajduk Split et l’Étoile Rouge de Belgrade. À ce moment-là, le Lokomotiva compte sur des joueurs comme Vladimir Čonč, Vladimir Firm, Drago Hmelina, Franjo Beserdi et Oto Bobek, petit frère du légendaire Stjepan Bobek. C'est en 1957 que le club est relégué, il ne remontera plus jamais en première division.

### Depuis l'indépendance de la Croatie
Après l'indépendance et la création de la Prva Liga en 1991, le Lokomotiva intègre les divisions inférieures du football croate. Le Lokomotiva retrouve le succès et grimpe dans l'élite en 2009 après 52 ans d'absence. La saison 2009-2010 se termine par une honorable huitième place (sur seize équipes) marquée par des victoires contre le NK Zagreb, le HNK Rijeka et Hajduk Split. Le meilleur buteur de l'équipe est Nino Bule avec 14 réalisations.
Lors de la saison 2010-2011, le Lokomotiva finit dans la zone de relégation mais le club est repêché alors que les équipes de deuxième division n'ont pas la structure nécessaire pour être promus dans l'élite. La restructuration l'année suivante de la Prva Liga condamne cinq équipes à la relégation. Bien que le Lokomotiva soit promis à la descente, le club termine septième à huit points d'une place qualificative à la Ligue Europa.
2012-2013 est la meilleure saison dans l'histoire récente du Lokomotiva. Le club termine deuxième devant le HNK Rijeka, Hajduk Split et le RNK Split. La jeune star Andrej Kramarić, prêtée par le Dinamo, termine deuxième meilleur buteur avec 15 réalisations.
Pour son tout premier match européen, en tour préliminaire de la Ligue Europa, le Lokomotiva ne parvient pas à se qualifier contre le HC Dinamo Minsk à la défaveur de la règle du but à l’extérieur (2-1 ; 2-3). L'équipe fait mieux l'année suivante en éliminant l'Airbus UK Broughton (5-3 score cumulé) mais ne confirme pas au tour suivant sa victoire surprise 2-1 contre le PAOK Salonique en étant défait 6-0 au match retour.

## Identité visuelle

Ancien logo
Logo actuel

## Bilan sportif

### Palmarès
| Compétitions nationales | Anciennes compétitions nationales                                                                        |
| - Championnat de Croatie - Vice-champion (2) : 2013 et 2020 - Championnat de Croatie de troisième division - Vice-champion (1) : 2008. - Championnat de Croatie de quatrième division - Champion (1) : 2007. - Coupe de Croatie - Finaliste (2) : 2013 et 2020 | - Championnat de Yougoslavie de deuxième division - Champion (1) : 1956 - Vice-champion (2) : 1958, 1959 |

### Bilan européen
Note : dans les résultats ci-dessous, le score du club est toujours donné en premier.
| Saison    | Compétition         | Tour             | Club                | Domicile | Extérieur | Total  |
| --------- | ------------------- | ---------------- | ------------------- | -------- | --------- | ------ |
| 2013-2014 | Ligue Europa        | Deuxième tour Q  | Dinamo Minsk        | 2 - 3    | 2 - 1     | 4 - 4E |
| 2015-2016 | Ligue Europa        | Premier tour Q   | Airbus UK Broughton | 2 - 2    | 3 - 1     | 5 - 3  |
| 2015-2016 | Ligue Europa        | Deuxième tour Q  | PAOK Salonique      | 2 - 1    | 0 - 6     | 2 - 7  |
| 2016-2017 | Ligue Europa        | Premier tour Q   | UE Santa Coloma     | 4 - 1    | 3 - 1     | 7 - 2  |
| 2016-2017 | Ligue Europa        | Deuxième tour Q  | RoPS Rovaniemi      | 3 - 0    | 1 - 1     | 4 - 2  |
| 2016-2017 | Ligue Europa        | Troisième tour Q | Vorskla Poltava     | 0 - 0    | 3 - 2     | 3 - 2  |
| 2016-2017 | Ligue Europa        | Barrages         | KRC Genk            | 2 - 2    | 0 - 2     | 2 - 4  |
| 2020-2021 | Ligue des champions | Deuxième tour Q  | Rapid Vienne        | 0 - 1    | N/A       | 0 - 1  |
| 2020-2021 | Ligue Europa        | Troisième tour Q | Malmö FF            | N/A      | 0 - 5     | 0 - 5  |

Légende
- Victoire ou qualification pour le tour suivant
- Match nul
- Défaite ou élimination de la compétition

## Changements de nom
- 1914-1919 : ŽŠK Victoria
- 1919-1941 : ŠK Željezničar
- 1941-1945 : HŽŠK
- 1945-1946 : FD Lokomotiva
- 1946-1947 : FD Crvena Lokomotiva
- 1947- : NK Lokomotiva

## Joueurs et personnalités du club

### Entraîneurs
Le tableau suivant présente la liste des entraîneurs du club depuis 2009.
| Rang | Nom              | Période              |
| ---- | ---------------- | -------------------- |
| 1    | Ilija Lončarević | janv. 2009-mars 2009 |
| 2    | Željko Pakasin   | mars 2009-avr. 2009  |
| 3    | Roy Ferenčina    | avr. 2009-oct. 2010  |
| 4    | Ljupko Petrović  | oct. 2010-mars 2011  |
| 5    | Krunoslav Jurčić | mars 2011-mai 2011   |

| Rang | Nom              | Période              |
| ---- | ---------------- | -------------------- |
| 6    | Marijo Tot       | juin 2011-oct. 2011  |
| 7    | Ante Čačić       | oct. 2011-déc. 2011  |
| 8    | Tomislav Ivković | déc. 2011-mai 2015   |
| 9    | Marko Pinčić     | mai 2015-juin 2015   |
| 10   | Ante Čačić       | juin 2015-sept. 2015 |

| Rang | Nom              | Période                |
| ---- | ---------------- | ---------------------- |
| 11   | Sreten Ćuk       | sept. 2015-mai 2016    |
| 12   | Valentin Barišić | mai 2016-juil. 2016    |
| 13   | Tomislav Ivković | juil. 2016 - nov. 2016 |
| 14   | Mario Tokic      | depuis nov. 2016       |

### Joueurs emblématiques
- Otto Barić
- Vladimir Čonč
- Vladimir Firm
- Ante Mladinić
- Zlatko Papec
- Marcelo Brozović
- Nino Bule
- Ivan Kelava
- Andrej Kramarić
- Silvio Marić
- Ante Rukavina
- Šime Vrsaljko